# Avenue Henri-Farman
L' avenue Henri-Farman est une voie de la commune française de Reims.

## Situation et accès
L'avenue Henri-Farman appartient administrativement au quartier Barbâtre - Saint-Remi - Verrerie, il longe le Parc de Champagne sur deux côtés.

## Origine du nom
Elle porte le nom d'Henri Farman, qui a réalisé le premier vol de ville à ville et qui s'est terminé sur un terrain proche de cette avenue.

## Historique
En 1963 le conseil municipal décidait de renommer une partie de la route de Châlons en «avenue Farman ».

## Bâtiments remarquables et lieux de mémoire

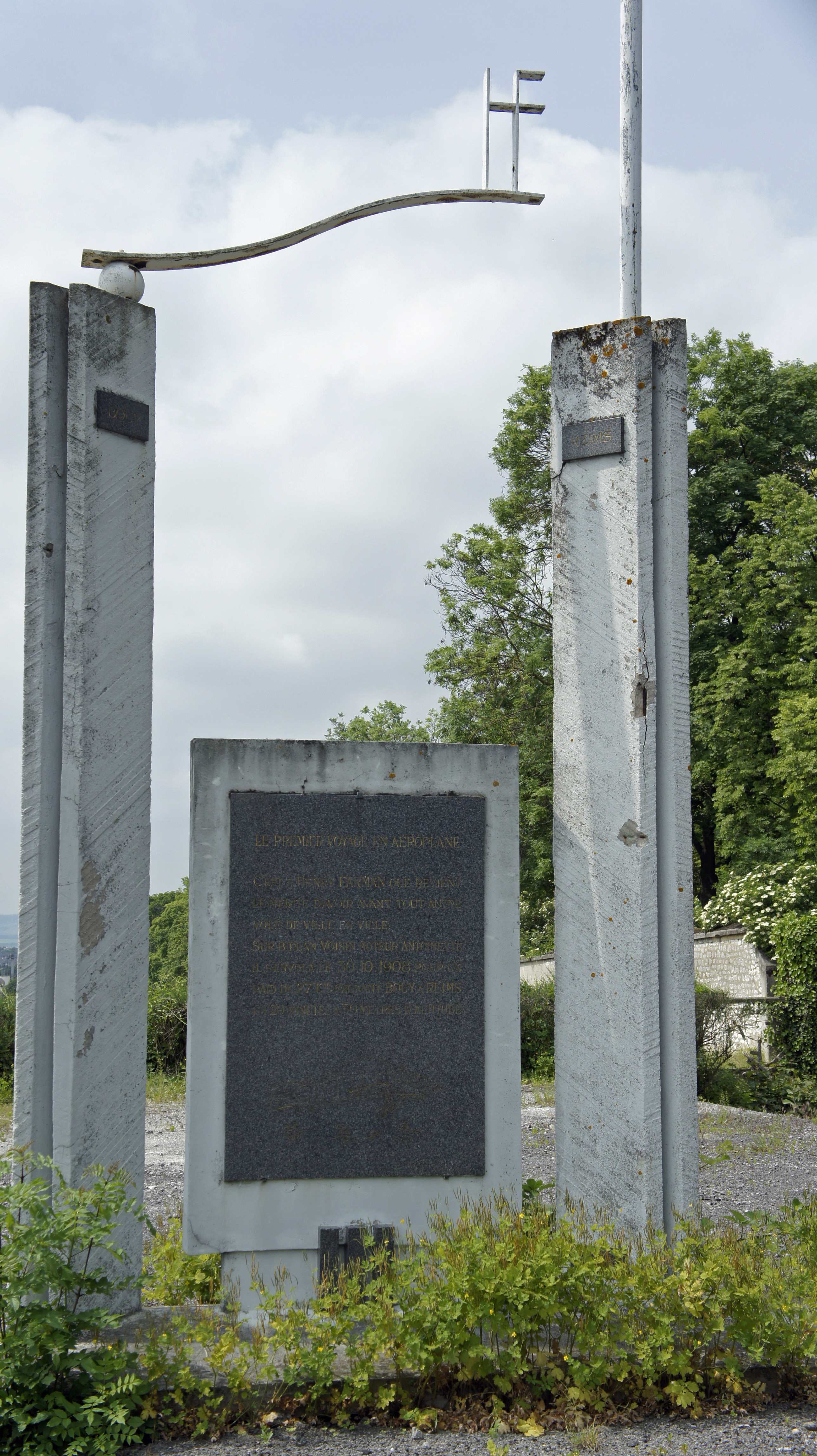
Le monument au vol Reims-Bouy.

- La statue en hommage au vol Reims-Bouy.
- Parc de Champagne avec le Monument à l'Armée Noire.
- Ancien pavillon de l'Octroi route de Châlons.